# Bołotniki (rejon werenowski)
Bołotniki (biał. Балотнікі; ros. Болотники) – wieś na Białorusi, w obwodzie grodzieńskim, w rejonie werenowskim, w sielsowiecie Bastuny.
Dawniej wieś, folwark i majątek ziemski. Dobra w 1865 należały do Kuszelewiczów i Mackiewiczów. W dwudziestoleciu międzywojennym leżały w Polsce, w województwie nowogródzkim, w powiecie lidzkim, do 11 kwietnia 1929 w gminie Żyrmuny, następnie w gminie Werenów.